# بابلو روتشين
بابلو روتشين (بالإسبانية: Pablo Rotchen) (23 أبريل 1973 ببوينس آيرس في الأرجنتين - ) هو لاعب كرة قدم أرجنتيني في مركز الدفاع. شارك مع منتخب الأرجنتين لكرة القدم. أما مع النوادي، فقد لعب مع إسبانيول وإنديبندينتي ونادي مونتيري.

## مسيرته الكروية
لعب بابلو روتشين خلال مسيرته الاحترافية مع 3 أندية في ثلاثة عشر موسمًا وسجل خلالها 13 هدفًا ضمن 343 مباراة. حيث فاز في موسم واحد بالكأس وفي موسمين بالدوري.
خاض بابلو روتشين مسيرته مع نادي إنديبندينتي في موسم 1992–93 ليلعب معه سبعة مواسم، مشاركًا في 186 مباراة سجل خلالها 5 أهداف. ثم انتقل إلى نادي إسبانيول في موسم 1999–00 واستمر معه طيلة ثلاثة مواسم، حيث شارك في 65 مباراة سجل خلالها 4 أهداف. لينتقل بعدها إلى نادي مونتيري في موسم 2002–03 واستمر معه طيلة ثلاثة مواسم، مشاركًا في 92 مباراة سجل خلالها 4 أهداف أيضًا.

## وصلات خارجية
- بابلو روتشين على موقع الاتحاد الدولي (مؤرشف)  (الإنجليزية)
- بابلو روتشين على موقع قاعدة بيانات كرة القدم.إي يو (الإنجليزية)
- بابلو روتشين على موقع ناشيونال فوتبول تيمز (الإنجليزية)
- بابلو روتشين على موقع عالم كرة القدم.نت (الإنجليزية)